# Sascut-Sat, Bacău
Sascut-Sat (în maghiară Szászkútfalu = Satul Fântâna Sasului) este un sat în comuna Sascut din județul Bacău, Moldova, România.

## Personalități
- Teodor Gheorghe Negoiță (n. 27 septembrie 1947 – d. 23 martie 2011), explorator român al întinderilor polare. În anul 1995 a devenit primul român care a atins Polul Nord. A condus prima stație românească permanentă de cercetare și explorare din Antarctica (Stația Law-Racoviță), fondată de către el și inaugurată în anul 2006.

 Acest articol despre o localitate din județul Bacău este deocamdată un ciot. Puteți ajuta Wikipedia prin completarea lui.